# Bernard Remacle
Pour les articles homonymes, voir Remacle.
Bernard Remacle, né le 19 août 1805 à Avignon (Vaucluse) et mort le 25 février 1871 à Arles (Bouches-du-Rhône), est un homme politique français.

## Biographie
Docteur en droit, il est substitut à Nîmes de 1827 à 1830. Il est envoyé par le gouvernement étudier le système pénitentiaire allemand. Maire d'Arles en 1850, il est élu député au Corps législatif en 1852 et siège dans la majorité soutenant le Second Empire. Il démissionne en 1855 pour devenir préfet du Tarn et sera remplacé au Corps législatif par Jules Laugier de Chartrouse Meifren.

## Ouvrages
- Bernard Remacle, Des hospices d'enfants trouvés, en Europe, et principalement en France, depuis leur origine jusqu'à nos jours, Paris, Treuttel et Würtz, 1838, 22 p. (lire en ligne).
- Avec Auguste Édouard Cerfberr (en), Bernard Remacle et Auguste-Édouard Cerfberr, Rapports à M. le Comte de Montalivet, sur les prisons du midi de l'Allemagne et sur les prisons de l'Italie, Paris, Imprimerie royale, 1839 (présentation en ligne).

## Sources
- « Bernard Remacle », dans Adolphe Robert et Gaston Cougny, Dictionnaire des parlementaires français, t. V, Edgar Bourloton, 1889 [détail de l’édition] (lire en ligne), p. 111.